# Neptis rosieri
Neptis rosieri är en fjärilsart som beskrevs av Walter Karl Johann Roepke 1938. Neptis rosieri ingår i släktet Neptis och familjen praktfjärilar. Inga underarter finns listade i Catalogue of Life.